# 마쓰다이라 노부쓰네 (1666년)
마쓰다이라 노부쓰네(일본어: 松平信庸, 1666년 7월 2일 ~ 1717년 6월 18일)는 가타노하라 마쓰다이라가의 제10대 당주이다. 또한 에도 시대의 다이묘이자 로쥬이기도 하다. 형의 요절로 가독을 이어 단바 사사야마 번의 제4대 번주가 된다.

## 생애
사사야마 번의 제2대 번주 마쓰다이라 스케노부의 3남으로 태어났다. 형이자 3대 번주인 마쓰다이라 노부토시가 병약하여 자식이 없이 죽었기 때문에, 형의 후계자가 되어 12세로 가독을 상속한다.
번주가 된 뒤, 산술가이자 경제학자인 마오 도키하루(万尾時春)와 고의학자(古義学者)이자 이토 진사이의 고제(高弟)인 마쓰자키 란코쿠(松崎蘭谷)를 번에 초청하여 번학(藩学)의 기초를 확립한다. 한편으로 유학자인 나라(奈良由繹)와 오타(太田資置)로 하여금 《사사야마령 지지(篠山領地誌)》를 편찬하게 했다.
막부에서는 오쿠즈메(奥詰, 쇼군의 근습)을 거쳐, 교토 쇼시다이에 발탁된다. 쇼시다이로 재임 중, 교토에서 발생한 대화재의 수습, 나카미카도 천황의 즉위 의식을 담당하는 등의 일에 관여한다. 그 후 로쥬에 올랐지만, 1715년(쇼토쿠 5년)무렵부터 병 기운이 있어 재임 1년 반 만에 사임한다.
노부쓰네는 사카이 다다키요의 딸을 정실로 맞았기 때문에, 쓰나요시 시절에는 괴로운 처지가 되었다. 1705년(호에이 2년) 교토 쇼시다이 시절에, 의형이자 오루스이역(大留守居役)을 맡고 있던 사카이 다다타카(酒井忠挙)가 쇼군 대리로 상락하고, 노부쓰네가 영지에서만의 수입으로는 임무를 달성하기 어렵게 되었다. 후에 도쿠가와 요시무네 정권에서 사카이 다다타카는 요시무네의 정치고문격인 존재로 종종 정책 입안에 관여하게 된다. 이때 다다타카는 노부쓰네가 적은 영지로 대임을 달성하고 있는 노고를 제언했다. 이에 요시무네는 다다타카의 제안을 받아들여, 교호 개혁에서는 다시다카제(足高の制)를 시행했다.
노부쓰네가 번주였던 시기에는, 1703년(겐로쿠 16년)의 홍수, 1709년(호에이 6년)의 가뭄, 1715년에는 다시 홍수로 재해가 이어져, 백성의 잇키가 일어나기도 했다.

## 약력
| 1666년 7월 2일   | 간분 6년 6월 1일     | 출생                                              |
| 1676년 12월 23일 | 엔포 4년 11월 19일   | 형의 후계자가 되어, 마사노부(政信)로 개명         |
| 1677년 3월 9일   | 엔포 5년 2월 6일     | 가타하라 마쓰다이라 가 상속                       |
| 1680년 9월 10일  | 엔포 8년 8월 18일    | 노부나리(信慈)로 개명, 종5위하 부젠노카미(豊前守) |
| 1693년 7월 23일  | 겐로쿠 6년 6월 21일  | 노부쓰네로 개명, 기이노카미(紀伊守)               |
| 1694년           | 겐로쿠 7년           | 오쿠즈메                                          |
| 1697년 6월 7일   | 겐로쿠 10년 4월 19일 | 교토 쇼시다이, 종4위하 시종(侍従)                 |
| 1714년 10월 13일 | 쇼토쿠 4년 9월 6일   | 로쥬                                              |
| 1716년           | 교호 원년            | 로쥬 사임(3월 28일), 데이칸노마쓰메(帝鑑間詰)     |
| 1717년 6월 18일  | 교호 2년 5월 10일    | 사망, 향년 52세                                   |

묘지: 고추지(光忠寺, 효고현 단바사사야마시)
| 전임 마쓰다이라 노부토시 | 제10대 가타노하라 마쓰다이라가 당주 1677년 ~ 1717년 | 후임 마쓰다이라 노부미네 |

| 전임 마쓰다이라 노부토시 | 제4대 사사야마 번 번주 (가타노하라 마쓰다이라가) 1677년 ~ 1717년 | 후임 마쓰다이라 노부미네 |

| 전임 마쓰다이라 데루사다 | 에도 막부 소바요닌 1696년 ~ 1697년 | 후임 도다 다다토키 |

| 전임 오가사와라 나가시게 | 제13대 교토 쇼시다이 1697년 ~ 1714년 | 후임 미즈노 다다유키 |